# عدد بیو
عدد بیو (به فرانسوی: Nombre de Biot) عددی بدون بعد است که در محاسبات انتقال حرارت گذرا بکار می‌رود. این عدد به افتخار فیزیک‌دان فرانسوی ژان باپتیس بیو (به فرانسوی: Jean-Baptiste Biot) نامگذاری شده‌است که ارتباط مقاومت به انتقال حرارت داخلی و سطح بدنه را نشان می‌دهد. این عدد به صورت زیر تعریف می‌شود:
{\displaystyle \mathrm {Bi} ={\frac {hL_{C}}{\ k_{b}}}}
که در آن h ضریب فیلم یا ضریب انتقال حرارت یا ضریب انتقال حرارت همرفتی، LC طول مشخصه و kb رسانایی حرارتی بدنه است.

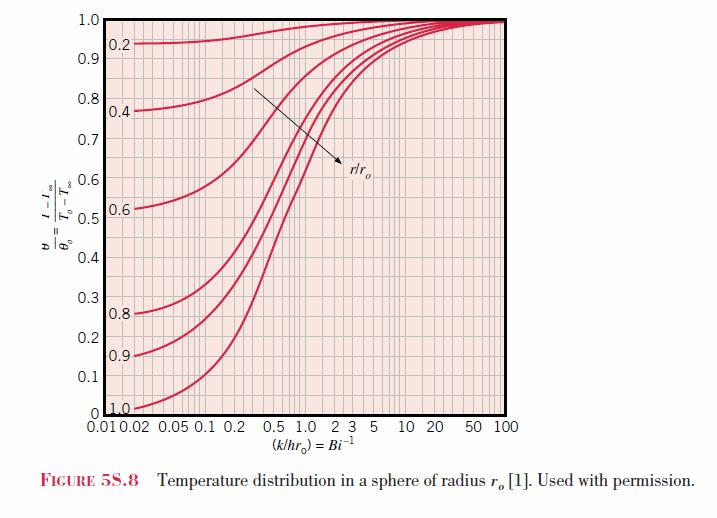
نمایی از شماتیک نمودار توزیع دما در کره‌ای با شعاع r0 به‌عنوان تابعی از 1/Bi